# 卢泽纳
卢泽纳是巴西圣卡塔琳娜州的一个市镇。总面积116.832平方公里，总人口5391人，人口密度46.1人/平方公里。